# Спарре, Ян Янович
Ян Янович Спарре (9 августа 1934, СССР — 10 октября 1982, Москва) — спортивный радио- и телекомментатор Гостелерадио СССР.

## Биография
Родился 9 августа 1934 года.
Сын известного в 1920-е—1930-е годы советского тяжелоатлета, заслуженного мастера спорта Яна Юрьевича Спарре (1891—1962).
Вёл спортивные репортажи с 1958 года (о хоккее — с 1960 года).
Последние годы жизни тяжело болел, из-за диабета перенёс ампутацию ноги.

Могила на Кунцевском кладбище

Скончался на 49-м году жизни 10 октября 1982 года. Похоронен на 10-м участке Кунцевского кладбища в Москве

## Фильмография
- 1963 — Штрафной удар, комментатор
- 1966 — Королевская регата, комментатор
- 1972 — Лёгкая вода, эпизод